# Grote Prijs van Montréal 2022
In 2022 werd de elfde editie verreden van de Canadese wielerwedstrijd Grote Prijs van Montréal. De editie van 2021 werd vanwege de coronapandemie afgelast, deze editie in 2022 werd gewonnen door de Sloveen Tadej Pogačar.

## Verloop
Het parcours bestond uit een lokaal circuit dat de renners 16 keer aflegden. Elke ronde werd de Côte Camillien-Houde beklommen door de renners, dit is een klim van 2.5 kilometer lang en met een stijgingspercentage van 6.2 procent. Zodoende kwam dezelfde klim eveneens zestien keer voor in de wedstrijd en kende deze maar liefst 4124 hoogtemeters in totaal. De totale lengte van de wedstrijd was 221.4 kilometer. Na bijna zes uur koers was de sprint om de eindzege tussen een klein aantal overgebleven renners. Wout van Aert verloor in de sprint van de Sloveen Pogačar, de Italiaan Andrea Bagioli eindigde als derde op het podium. Pascal Eenkhoorn finishte als enige, en dus beste, Nederlander. Hij kwam als 65e over de eindstreep.
De wedstrijd was onderdeel van de UCI World Tour 2022.

## Uitslag
| Plaats  | Naam             | Ploeg                  | tijd     |
| ------- | ---------------- | ---------------------- | -------- |
| Winnaar | Tadej Pogačar    | UAE Team Emirates      | 5u59'38" |
| 2       | Wout van Aert    | Jumbo-Visma            | z.t.     |
| 3       | Andrea Bagioli   | Quick Step-Alpha Vinyl | z.t.     |
| 4       | Adam Yates       | UAE Team Emirates      | z.t.     |
| 5       | David Gaudu      | Groupama-FDJ           | z.t.     |
| 6       | Mauro Schmid     | Quick Step-Alpha Vinyl | + 22"    |
| 7       | Giovanni Aleotti | BORA-hansgrohe         | z.t.     |
| 8       | Romain Bardet    | Team DSM               | z.t.     |
| 9       | Pello Bilbao     | Bahrain-Victorious     | + 28"    |
| 10      | Warren Barguil   | Arkéa Samsic           | + 31"    |

2010 · 2011 · 2012 · 2013 · 2014 · 2015 · 2016 · 2017 · 2018 · 2019 · 2020-2021 · 2022 · 2023 · 2024
Ronde van de Verenigde Arabische Emiraten ·
Omloop Het Nieuwsblad ·
Strade Bianche ·
Parijs-Nice · 
Tirreno-Adriatico · 
Milaan-San Remo ·
Ronde van Catalonië ·
Driedaagse Brugge-De Panne ·
E3 Saxo Bank Classic ·
Gent-Wevelgem ·
Dwars door Vlaanderen ·
Ronde van Vlaanderen ·
Ronde van het Baskenland ·
Amstel Gold Race ·
Parijs-Roubaix ·
Waalse Pijl ·
Luik-Bastenaken-Luik ·
Ronde van Romandië ·
Eschborn-Frankfurt ·
Ronde van Italië ·
Critérium du Dauphiné ·
Ronde van Zwitserland ·
Ronde van Frankrijk ·
Clásica San Sebastián ·
Ronde van Polen ·
BEMER Cyclassics ·
Bretagne Classic ·
Benelux Tour ·
Ronde van Spanje ·
GP van Quebec · 
GP van Montreal · 
Ronde van Lombardije ·
Ronde van Guangxi ·